# Hillerse

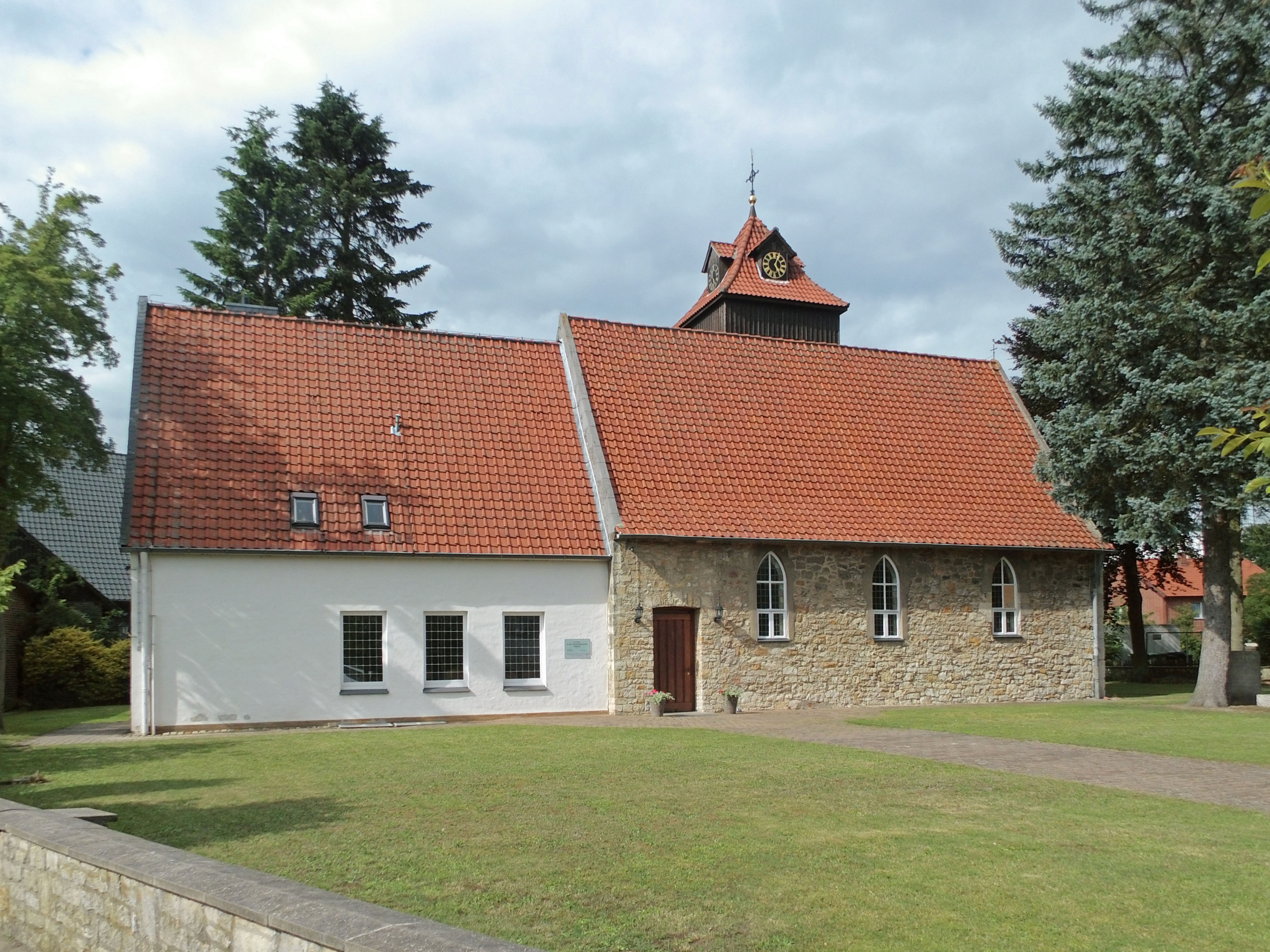
Kirche

Hillerse ist eine Gemeinde im Landkreis Gifhorn in Niedersachsen.

## Geographie

### Geographische Lage
Hillerse liegt am Rande der Südheide an der Oker. Die Gemeinde Hillerse ist Mitgliedsgemeinde der Samtgemeinde Meinersen.

### Gemeindegliederung
Die Gemeinde Hillerse gliedert sich in folgende Ortsteile. In Klammern die Einwohnerzahl, Stand 1. Mai 2024:
- Kernort Hillerse (2255)
- Volkse (225)

## Geschichte
Hillerse wurde erstmals in einer undatierten Urkunde (Zeitraum 1054–1079) der Äbtissin Alberta von Wunstorf als Hilteratissen erwähnt. Der Ortsname über Jahrhunderte mit  Hillerdessem (um 1220), Hillerdissem (um 1270), Hillerdissen (um 1280) oder Hillerdessen (um 1360) geschrieben. Die reichsfreien Edelherren von Meinersen besaßen in Hillerse beträchtlichen Besitz. Die Mühle in Hillerse war ein Lehen der Herzöge von Braunschweig-Lüneburg an die Edelherren. Diese und alle anderen Besitzungen verlehnten die Edlen von Meinersen laut ihrem Lehnsregister an die niederadeligen Familien von Levisse, von Hillerse, von Gerstenbüttel, von Leiferde und von Ribbesbüttel.
Am 1. März 1974 wurde die Gemeinde Volkse eingemeindet.

### Einwohnerentwicklung
| Jahr      | 1910 | 1925 | 1933 | 1939 | 2003 | 2005 | 2023 |
| --------- | ---- | ---- | ---- | ---- | ---- | ---- | ---- |
| Einwohner | 818  | 903  | 918  | 925  | 2593 | 2731 | 2472 |

## Politik

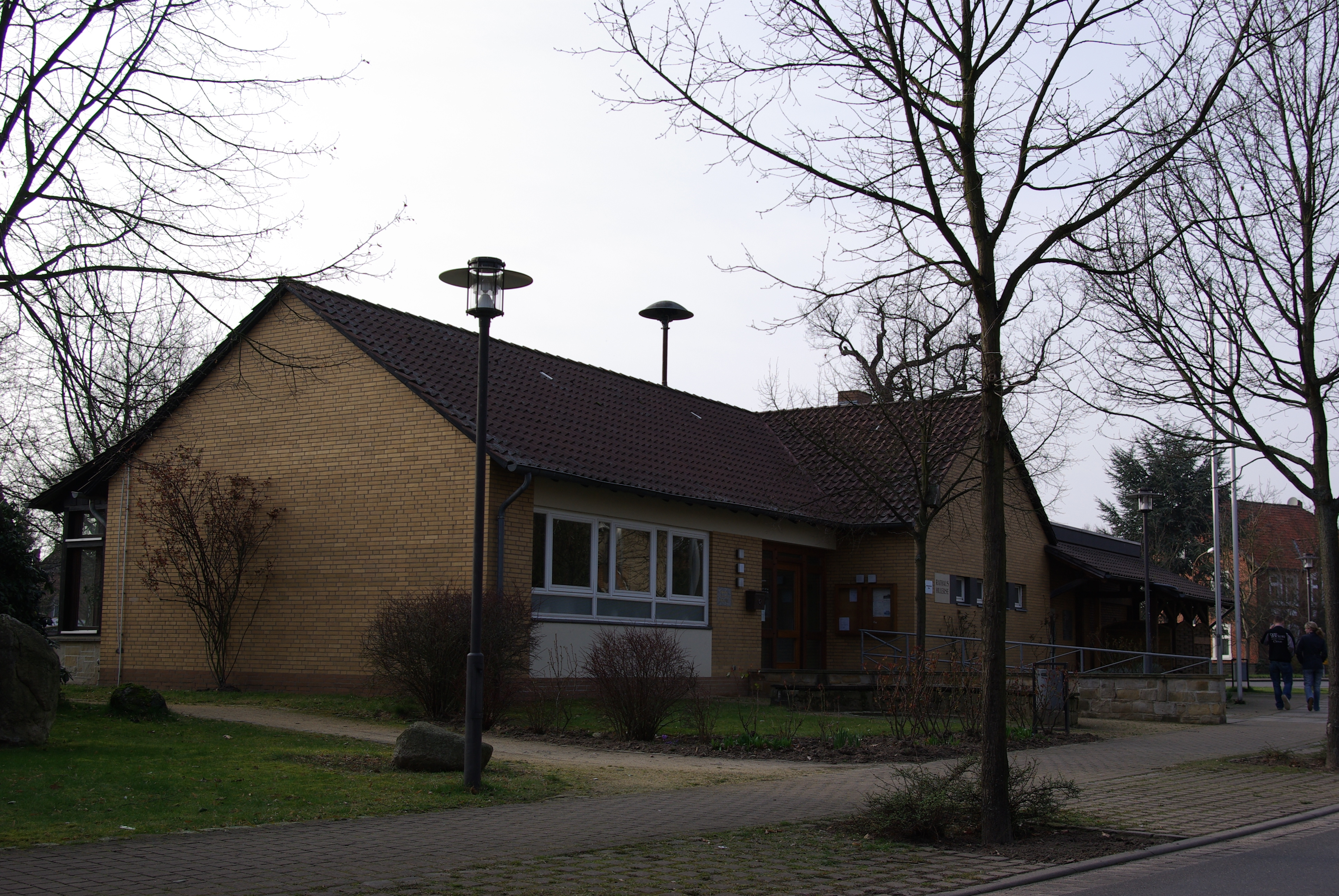
Das Rathaus von Hillerse

### Gemeinderat
Der Rat der Gemeinde Hillerse setzt sich aus 13 Ratsfrauen und Ratsherren zusammen.
Die letzten Kommunalwahlen ergaben die folgenden Sitzverteilungen:
| Wahljahr | SPD | CDU | Grüne | FDP | Gesamt   | Gemeinderatswahl 2021Wahlbeteiligung: 68,56 % 6050403020100 54,9 %29,9 %9,7 %5,6 % SPDCDUGrüneFDP |
| 2021     | 7   | 4   | 1     | 1   | 13 Sitze | Gemeinderatswahl 2021Wahlbeteiligung: 68,56 % 6050403020100 54,9 %29,9 %9,7 %5,6 % SPDCDUGrüneFDP |
| 2016     | 8   | 5   | --    | --  | 13 Sitze | Gemeinderatswahl 2021Wahlbeteiligung: 68,56 % 6050403020100 54,9 %29,9 %9,7 %5,6 % SPDCDUGrüneFDP |
| 2011     | 7   | 6   | --    | --  | 13 Sitze | Gemeinderatswahl 2021Wahlbeteiligung: 68,56 % 6050403020100 54,9 %29,9 %9,7 %5,6 % SPDCDUGrüneFDP |
| 2006     | 8   | 5   | --    | --  | 13 Sitze | Gemeinderatswahl 2021Wahlbeteiligung: 68,56 % 6050403020100 54,9 %29,9 %9,7 %5,6 % SPDCDUGrüneFDP |
| 2001     | 7   | 6   | --    | --  | 13 Sitze | Gemeinderatswahl 2021Wahlbeteiligung: 68,56 % 6050403020100 54,9 %29,9 %9,7 %5,6 % SPDCDUGrüneFDP |
| 1996     | 7   | 6   | --    | --  | 13 Sitze | Gemeinderatswahl 2021Wahlbeteiligung: 68,56 % 6050403020100 54,9 %29,9 %9,7 %5,6 % SPDCDUGrüneFDP |
| 1991     | 4   | 7   | --    | --  | 11 Sitze | Gemeinderatswahl 2021Wahlbeteiligung: 68,56 % 6050403020100 54,9 %29,9 %9,7 %5,6 % SPDCDUGrüneFDP |

### Bürgermeister
Der ehrenamtliche Bürgermeister Philipp Raulfs (SPD) wurde am 3. März 2021 in sein Amt gewählt.

### Wappen
| Wappen von Hillerse | Blasonierung: „Gespalten; vorn in Silber ein halbes blaues Wasserrad am Spalt, hinten ein dreiteiltes blau-silbern geschachtes Feld.“ |
| Wappen von Hillerse | Wappenbegründung: Hillerse war im Besitz der Edelherren von Meinersen und wird um 1226 in dieser Eigenschaft urkundlich genannt. Daran erinnert das blau-silberne Schach aus dem Edelherren-Wappen. Das Wassermühlrad hält das Andenken wach an die schon 1334 erwähnte, später als herzogliches Lehen den von Garssenbüttel gehörende und 1898 abgebrannte historische Wassermühle. Das Wappen wurde vom Heraldiker Wilhelm Krieg gestaltet, am 10. Februar 1978 vom Gemeinderat beschlossen und am 2. Mai 1978 durch den Landkreis Gifhorn genehmigt. |

### Gemeindepartnerschaften
Es bestehen Partnerschaften mit der französischen Gemeinde Amfreville im Département Calvados, sowie Dolton im Vereinigten Königreich.

## Kultur und Sehenswürdigkeiten
Am Rathaus befindet sich ein öffentlicher Bücherschrank.

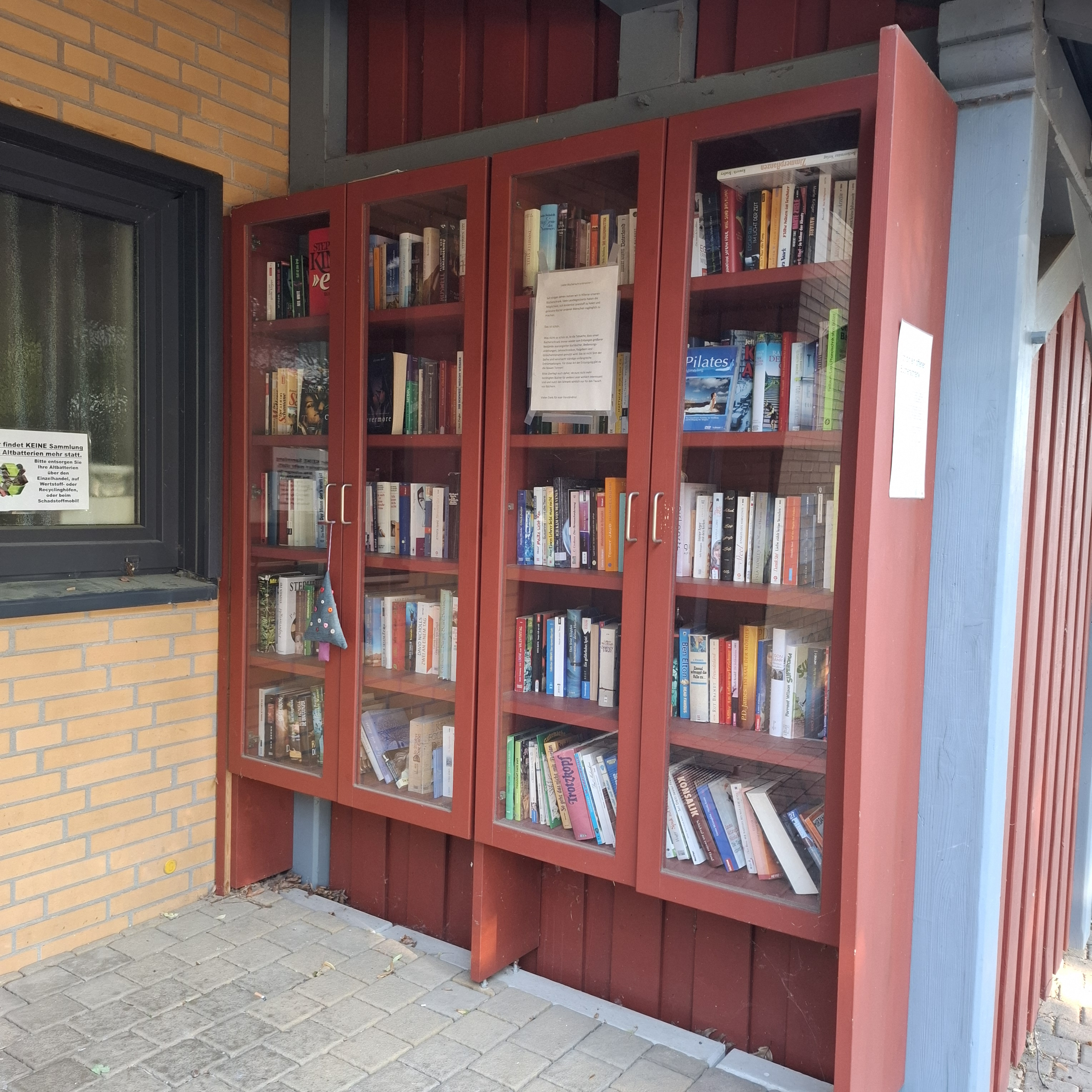
Bücherschrank am Rathaus

### Vereine
- Schützengesellschaft Hillerse
- TSV Hillerse
- Freiwillige Feuerwehr
- Musikzug Hillerse
- Anglersportverein Hillerse e. V.
- Kleingärtnerverein
- MGV und Frauenchor
- Herbstmarktkomitee
- Maibaumkomitee
- Kulturverein Hillerse e. V.
- Spielbühne Hillerse
- Sportvereinigung Volkse-Dalldorf e. V.

### Sport
Hillerse verfügt über drei Fußballplätze sowie eine Tennisanlage, ein Sportheim, ein Schwimmbecken und eine Sporthalle.
Außerdem kann man Schießsport betreiben.

## Verkehr
Hillerse liegt nördlich der Bundesautobahn 2, in unmittelbarer Nähe der Bundesstraße 214, die von Braunschweig nach Celle führt.

## Persönlichkeiten
- Heinrich Wesche (1904–1978), Philologe und Hochschullehrer
- Detlef Tanke (* 1956), Politiker der SPD
- Hans-Heinrich Pahl (* 1960), Fußballer
- Chryssanthi Kavazi (* 1989), Schauspielerin
- Philipp Raulfs (* 1991), Politiker der SPD